# هو كون بينغ
هو كون بينغ (بالصينية: 何光平؛ بالإنجليزية: Ho Kwon Ping) هو شخصية أعمال سنغافوري، ولد في 24 أغسطس 1952 في هونغ كونغ في الصين.